# Kraftwerk Avedøre
Das Kraftwerk Avedøre (dänisch Avedøreværket) ist ein Heizkraftwerk in der Stadt Avedøre, Kommune Hvidovre, Region Hovedstaden, Dänemark, das an der Køge Bugt liegt. Das Kraftwerk ist im Besitz von Ørsted (vormalig DONG Energy) und wird auch von Ørsted betrieben.

## Geschichte
Die Entscheidung, das Kraftwerk und das zugehörige Fernwärmenetz zu errichten, wurde im Jahr 1982 getroffen. Der Block 1 des Kraftwerks ging 1990 in Betrieb; er wurde ursprünglich mit Kohle und Erdöl befeuert. Der Block 2 wurde 2002 in Betrieb genommen; er wurde ursprünglich mit Erdgas und Erdöl befeuert. Der Block 2 wurde ab 2003 für die zusätzliche Befeuerung mit Holzpellets umgerüstet; seit 2014 kann er alleine mit Holzpellets betrieben werden. Beim Block 1 erfolgte diese Umrüstung von 2015 bis 2016; mit Beginn des Jahres 2023 wurde die Verwendung von Kohle als Brennstoff komplett eingestellt.

## Installierte Leistung
Der Eigentümer Ørsted gibt für die installierte Leistung des Kraftwerks unterschiedliche Werte an (Stand Juli 2023): 648 (254 + 394), 757 oder 806 MW. Weitere Angaben zur maximalen Leistung des Kraftwerks sind: 801 (bzw. 825) MW Strom sowie 915 MW (bzw. 932 oder 953 MJ/s) Wärme.
Für den Block 1 werden als maximale Leistung 250 (bzw. 254 oder 258) MW Strom und 359 (bzw. 370) MW Wärme angegeben.
Für den Block 2 werden als maximale Leistung 394 (bzw. 485 oder 535) MW Strom und 497 (bzw. 570) MW oder 620 MJ/s Wärme angegeben. Weitere Angaben zur maximalen Leistung des Blocks 2 sind: 435 MW ohne Gasturbinen, 585 MW mit Gasturbinen, 365 MW und 475 MW Wärme ohne Gasturbinen sowie 505 MW und 565 MW Wärme mit Gasturbinen;

## Kraftwerksblöcke
Das Kraftwerk besteht gegenwärtig aus zwei Blöcken, die in Betrieb sind. Die folgende Tabelle gibt einen Überblick:
| Block | Max. Leistung (MW) | Betriebsbeginn | Turbine | Generator | Dampfkessel      | Status |
| ----- | ------------------ | -------------- | ------- | --------- | ---------------- | ------ |
| 1     | 250                | 1990           | BBC     | BBC       | Deutsche Babcock |        |
| 2     | 575                | 2001           | Ansaldo | Ansaldo   | BWE              |        |

Im Block 1 werden jährlich bis zu 350.000 t Biomasse verbrannt.
Der Block 2 besteht aus einer Verbrennungsanlage für Holzpellets, einer weiteren Verbrennungsanlage für Stroh und zwei zusätzlichen Gasturbinen. Es werden jährlich bis zu 300.000 t Holzpellets verbrannt. Zusätzlich können pro Jahr bis zu 150.000 t Stroh (bis zu 25 t pro Stunde) verbrannt werden. Die beiden Gasturbinen haben eine Leistung von jeweils maximal 110 MW.

## Sonstiges
Die Kosten für die Errichtung von Block 2 des Kraftwerks werden mit 500 Mio. USD angegeben. Die Kosten der Umrüstung von Block 1 für die zusätzliche Befeuerung mit Holzpellets werden mit 740 Mio. DKK angegeben, die von DONG Energy und dem Fernwärmebetreiber VEKS gemeinsam finanziert wurden.